# ヴェルメッツォ
ヴェルメッツォ（伊: Vermezzo）は、イタリア共和国ロンバルディア州ミラノ県に存在した、人口約3,900人の基礎自治体（コムーネ）。
2019年2月8日にゼーロ・スッリゴーネと合併してヴェルメッツォ・コン・ゼーロの一部となった。

## 地理

### 位置・広がり

#### 隣接コムーネ
コムーネとしてのヴェルメッツォは、以下のコムーネと隣接していた。
- アッビアテグラッソ
- アルバイラーテ
- ガッジャーノ
- グード・ヴィスコンティ
- モリモンド
- ゼーロ・スッリゴーネ